# ララクライ
ララクライ(Lullacry)は、フィンランドのヘヴィメタル、ハードロックバンド。1997年に結成されたコース (Coarse)というメロディックデスメタルバンドが母体。
メディアによってゴシックメタルとカテゴライズされる事があるが、そのサウンドはキャッチーな旋律を多用した典型的なハード・チューンが並ぶ。実際、彼等もゴシックメタルと扱われる事を好く思っていない。ターニャ(Vo)の女性シンガーとしてはアイドル性を廃した野生的なビジュアルも異彩を放つ。

## メンバー

### 現メンバー
- ターニャ・ライニオ (Tanja Lainio) - リードボーカル

2002年加入。前任のタニヤ・ケムパイネン(Tanya Kemppainen)とは名前のスペルが違う。
- サミ・レッピカンガス (Sami Leppikangas) - リードギター

コースのオリジナルメンバーの1人。左利き。
- サウリ・キヴィラハティ (Sauli Kivilahti) - リズムギター

コースのオリジナルメンバーで、当時はドラム担当だった。
- ユッカ・オウティネン (Jukka Outinen) - ドラム

1999年加入。
- キモ・"ヘヴィ"・ヒルトゥネン (Kimmo "Heavy" Hiltunen) - ベース

1998年に自ら望んで加入。硬質なベースプレイが特徴。

### 旧メンバー
- タニヤ・ケンパイネン (Tanya Kempainen) - ボーカル
- キモ・アロルオマ (Kimmo Aroluoma) - ベース
- ナッレ・エステルマン (Nalle Österman) - ドラムス
- トミ・マンニネン (Tommi Manninen) - ドラムス

## ディスコグラフィー

### アルバム
- スウィート・ディザイアー - SWEET DESIRE (1999年12月27日)
- ビー・マイ・ゴッド - BE MY GOD (2001年7月16日)
- クルーシファイ・マイ・ハート - CRICIFY MY HEART (2003年2月17日)
- Vol.4 - VOL.4 (2005年9月7日)
- ホウェア・エンジェルス・フィアー - WHERE ANGELS FEAR (2012年3月7日)

### シングル
- DON'T TOUCH THE FLAME (2003年1月1日)
- ALRIGHT TONIGHT / SWEET DESIRE (2003年3月23日)
- FIRE WITHIN (2004年8月8日)
- STRANGER IN YOU